# Vitoria-Gasteiz

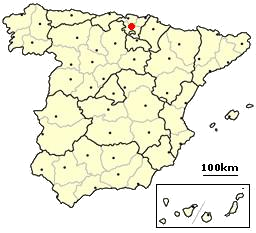

Vitoria-Gasteiz (în spaniolă Vitoria, în bască Gasteiz) este capitala provinciei Álava (bască Araba) și a Comunității Autonome a Țării Basce, deși este al doilea oraș ca populație din regiune, având 217.000 de locuitori în 2001. Se află la 65 km de Bilbao, cel mai mare oraș din regiune.
Batălia de la Vitoria din Războiul Peninsular a avut loc în apropiere.

## Personalități născute aici
- Manuel de Solà-Morales i Rubió (1939 - 2012), arhitect;
- Andoni Zubizarreta (n. 1961), fotbalist;
- Álex Ubago (n. 1981), cântăreț;
- Kepa Arrizabalaga (n. 1994), fotbalist;
- Unai Simón (n. 1997), fotbalist.